# Alan Silvestri
Alan Anthony Silvestri (Nueva York, 26 de marzo de 1950) es un compositor musical de bandas sonoras estadounidense. Silvestri es conocido por sus numerosas colaboraciones con Robert Zemeckis, especialmente Forrest Gump (1994), la trilogía de Back to the Future (1985, 1989 y 1990), Contact (1997), Náufrago (2000), The Polar Express (2004) y Beowulf (2007). También son populares sus trabajos en Depredador (1987), Depredador 2 (1990), Capitán América: el primer vengador (2011), The Avengers  (2012), Avengers: Infinity War (2018) y Avengers: Endgame (2019). Ha recibido dos nominaciones a los Oscar y dos a los Grammy.

## Biografía

### Primeros años
Aunque nació en Nueva York, Silvestri se crio en Teaneck (Nueva Jersey). A pesar de que en su familia no había músicos, Alan mostró un vivo interés por la música y formó parte de la orquesta de su instituto tocando diferentes instrumentos de viento y después la guitarra. En 1965, acudió a clases de jazz en el Berklee College of Music en Boston. Pero tan solo permaneció dos años hasta trasladarse a Las Vegas y comenzar una gira como guitarrista y arreglista con la conocida banda de rhythm & blues Cochran and the C.C. Riders. 
Poco después Alan conocería a Bradford Craig, letrista de algunos proyectos de Quincy Jones, con quien trabajó codo con codo para la orquestación de una película llamada The Doberman Gang (1972). Este sería el primer trabajo de Silvestri en el mundo del cine sin ningún tipo de conocimiento de composición. Poco después, llegarían sus siguientes encargos para películas de bajo presupuesto como Las Vegas Lady (1975) o The Amazing Dobermans (1976). 
En 1977, se le abriría el mundo de la composición para la televisión. Gracias al actor Paul Michael Glaser compuso la música para un capítulo de la serie Starsky y Hutch y poco después, la Metro Goldwyn Mayer le encargaría la música central de "CHiPs", un trabajo que duraría desde el 1978 hasta 1983. Con Mark Snow, Alan estuvo a punto de volver a trabajar para otra serie policíaca, "T.J. Hooker", pero finalmente los productores no quedaron satisfechos con su trabajo.

### Zemeckis y Silvestri
1983 fue un año clave para Alan Silvestri. El compositor se enteró por medio de su amigo Tom Carlin de que un joven director llamado Robert Zemeckis estaba buscando un compositor que pudiera ambientar su película Romancing the Stone. El compositor llamó a Zemeckis y le pidió 24 horas para ofrecerle una pieza. Al día siguiente, el director estuvo encantado con la propuesta de Silvestri, lo que sería el inicio de una gran colaboración que ya dura casi cuatro décadas. En ella, han quedado proyectos como la trilogía de Back to the Future, Forrest Gump, Náufrago, ¿Quién engañó a Roger Rabbit?, Contact o What Lies Beneath, la mayoría de ellas grandes éxitos de taquilla. 
Después de Romancing the Stone, a Silvestri le llovieron las ofertas. Entre ellas destacan Depredador de John McTiernan, Depredador 2 de Stephen Hopkins, El vuelo del navegante o El guardaespaldas, en las cuales pudo demostrar su gran versatilidad musical. Así, Silvestri pasaba de la orquestación de Back to the Future, al jazz de ¿Quién engañó a Roger Rabbit? o al sonido de sintentizador de los 80. 
En 1994 llegó uno de sus trabajos más elaborados con Forrest Gump, el cual le valió sendas nominaciones a los Globos de Oro y a los Oscar. En 1995 Silvestri recibió el Premio Richard Kirk, en 2002 le concedieron el Premio Henry Mancini por sus trabajos, y más recientemente, el 23 de septiembre de 2011 fue galardonado con el Max Steiner Film Music Achievement Award, entregado por la ciudad de Viena, en motivo del concierto de música fílmica anual que allí se realiza, y que se conoce con el nombre de "Hollywood in Vienna".

## Filmografía
- The Doberman Gang (1972), de Byron Chudnow.
- The Amazing Dobermans, de Byron Chudnow.
- Romancing the Stone (1984, de Robert Zemeckis).
- Cat's Eye (1985), de Lewis Teague.
- Back to the Future (1985), de Robert Zemeckis.
- Fandango (1985), de Kevin Reynolds.
- Summer Rental (1985), de Carl Reiner.
- El clan del oso cavernario (1986), de Michael Chapman.
- Delta Force (1986), de Menahem Golan.
- El vuelo del navegante (1986), de Randal Kleiser.
- American Anthem (1986), de Albert Magnoli.
- No Mercy (1986), de Richard Pearce
- Depredador (1987), de John McTiernan.
- Outrageous Fortune (1987), de Arthur Hiller.
- Overboard (1987), de Garry Marshall.
- Critical Condition (1987), de Michael Apted.
- Mi amigo Mac (1988), de Stewart Raffill.
- ¿Quién engañó a Roger Rabbit? (1988), de Robert Zemeckis.
- Back to the Future Part II (1989), de Robert Zemeckis.
- She's Out of Control (1989), de Stan Dragoti.
- The Abyss (1989), de James Cameron.
- Back to the Future Part III  (1990), de Robert Zemeckis.
- Downtown (1990), de Richard Benjamin.
- Young Guns II (1990), de Geoff Murphy.
- Dutch (1991), de Peter Faiman.
- Shattered (1991), de Wolfgang Petersen.
- Depredador 2 (1990), de Stephen Hopkins.
- Ricochet (1991), de Russell Mulcahy.
- Soapdish (1991), de Michael Hoffman.
- El padre de la novia (1991). de Charles Shyer.
- Stop! Or My Mom Will Shoot (1992), de Roger Spottiswoode.
- FernGully: Las Aventuras de Zak y Crysta (1992), de Bill Kroyer.
- Diner (1992)
- El guardaespaldas (1992), de Mick Jackson.
- Death Becomes Her (1992), de Robert Zemeckis.
- Cop and a Half (1993), de Henry Winkler.
- Super Mario Bros. (1993), de Rocky Morton y Annabel Jankel.
- Judgment Night (1993), de Stephen Hopkins.
- Grumpy Old Men (1994), de Donald Petrie.
- Forrest Gump (1994), de Robert Zemeckis.
- Richie Rich (1994), de Donald Petrie.
- Blown Away (1994), de Stephen Hopkins.
- Clean Slate (1994), de Mick Jackson.
- Grumpier Old Men (1995), de Howard Deutch.
- Judge Dredd (1995), de Danny Cannon.
- Rápida y mortal (1995), de Sam Raimi.
- Father of the Bride Part II (1995), de Charles Shyer.
- The Perez Family (1996), de Mira Nair.
- The Long Kiss Goodnight (1996), de Renny Harlin.
- Eraser (1996) (Eraser), de Chuck Russell.
- Sargento Bilko (1996), de Jonathan Lynn.
- Contact (1997), de Robert Zemeckis.
- Volcano (1997), de Mick Jackson.
- Fools Rush In (1997), de Andy Tennant.
- MouseHunt (1997), de Gore Verbinski.
- La extraña pareja, otra vez (1998), de Howard Deutch.
- The Parent Trap (1998), de Nancy Meyers.
- Practical Magic (1998), de Griffin Dunne.
- Holy Man (1998), de Stephen Herek.
- Siegfried & Roy: The Magic Box (1999)
- Stuart Little (1999), de Rob Minkoff.
- Reindeer Games (2000), de John Frankenheimer.
- What Women Want (2000), de Nancy Meyers.
- What Lies Beneath (2000), de Robert Zemeckis.
- Náufrago (2000), de Robert Zemeckis.
- Showtime (2001), de Tom Dey.
- Serendipity (2001), de Peter Chelsom.
- The Mummy Returns (2001), de Stephen Sommers.
- The Mexican (2001), de Gore Verbinski,
- Lilo & Stitch (2002), de Dean DeBlois y Chris Sanders.
- Stuart Little 2 (2002), de Rob Minkoff.
- Maid in Manhattan (2002), de Wayne Wang.
- Lara Croft Tomb Raider: La cuna de la vida (2003), de Jan de Bont.
- Identidad (2003), de James Mangold.
- Two Soldiers (2003)
- Van Helsing (2004), de Stephen Sommers.
- The Polar Express (2004), de Robert Zemeckis.
- The Wild (2006), de Steve ’Spaz’ Williams.
- Night at the Museum (2006), de Shawn Levy.
- Beowulf (2007), de Robert Zemeckis.
- G.I. Joe: The Rise of Cobra (2009), de Stephen Sommers.
- A Christmas Carol (2009), de Robert Zemeckis.
- Night at the Museum: Battle of the Smithsonian (2009), de Shawn Levy.
- The A-Team" (2010), de Joe Carnahan.
- Capitán América: el primer vengador (2011), de Joe Johnston.
- The Avengers (2012), de Joss Whedon.
- El vuelo  (2012), de Robert Zemeckis.
- Los Croods (2013), de Chris Sanders y Kirk DeMicco.
- Cosmos: A Spacetime Odyssey (2014), de Ann Druyan y Steven Soter.
- Night at the Museum: Secret of the Tomb (2014), de Shawn Levy.
- The Walk (2015), de Robert Zemeckis.
- Aliados (2016), de Robert Zemeckis.
- Ready Player One (2018), de Steven Spielberg.
- Avengers: Infinity War (2018), de Anthony y Joe Russo.
- Bienvenidos a Marwen (2018), de Robert Zemeckis.
- Avengers: Endgame (2019), de Anthony y Joe Russo.
- Las Brujas (2020), de Robert Zemeckis.

## Premios y distinciones
Premios Óscar
| Año  | Categoría              | Película          | Resultado |
| ---- | ---------------------- | ----------------- | --------- |
| 1995 | Mejor banda sonora     | Forrest Gump      | Nominado  |
| 2005 | Mejor canción original | The Polar Express | Nominado  |